# Верхнелооский сельский округ
Верхнелоо́ский сельский округ —  административно-территориальная единица в Лазаревском районе города Сочи (муниципального образования город-курорт Сочи) Краснодарского края. 
Объединяет сельские населённые пункты района, находящиеся за городской чертой в бассейнах рек Лоо и Хобза.

## История
После упразднения Лазаревского района Краснодарского края 10 февраля 1961 года, решением КИК от 7 апреля 1961 года Верхнелооский сельский совет был переподчинён Лазаревскому району г. Сочи. С 7 декабря 1962 года по 30 декабря 1964 года Верхнелооский сельский Совет числился в составе Туапсинского района Краснодарского края. Затем возвращён в подчинение Лазаревскому району г. Сочи. В 1990-е годы сельсовет был преобразован в сельский округ.

## Население
| 2002 | 2010  |
| ---- | ----- |
| 6537 | ↗8091 |

## Населённые пункты
В состав сельского округа входят 8 населённых пунктов:
| № | Населённый пункт      | Тип нп | Население |
| - | --------------------- | ------ | --------- |
| 1 | Беранда               | село   | ↗450      |
| 2 | Верхнеармянская Хобза | село   | ↗570      |
| 3 | Верхнеармянское Лоо   | село   | ↗639      |
| 4 | Верхнее Буу           | село   | ↗908      |
| 5 | Верхнеякорная Щель    | село   | ↗260      |
| 6 | Горное Лоо            | село   | ↘3018     |
| 7 | Детляжка              | село   | ↗517      |
| 8 | Нижнее Учдере         | село   | ↗1425     |

## Администрация округа
Адрес администрации сельского округа: 354208, г. Сочи (микрорайон Лоо), ул. Разина, д. 22 А
Глава администрации сельского округа
- Демирчьян Ардавазд Левонович